# Magyar Kupa (pallanuoto femminile)
La Női Magyar Kupa (Coppa d'Ungheria femminile) è la coppa nazionale ungherese di pallanuoto.
Il trofeo viene assegnato annualmente dalla Magyar Vízilabda Szövetség, la federazione pallanuoto magiara, e viene disputato sin dal 1999. Il club più titolato della storia è il Dunaújváros, laureatosi campione per otto volte.

## Regolamento
Il torneo inizia con una fase di qualificazione a gironi, dopo la quale scatta la fase ad eliminazione diretta, dai quarti alla finale.

## Albo d'oro
- 1999-2000:  Szentes
- 2000-2001:  Dunaújváros
- 2001-2002:  Dunaújváros
- 2002-2003:  Dunaújváros
- 2003-2004:  Dunaújváros
- 2004-2005:  Honvéd
- 2005-2006: non disputata
- 2006-2007:  Honvéd
- 2007-2008:  Orvosegyetem
- 2008-2009:  Honvéd
- 2009-2010:  Dunaújváros
- 2010-2011:  Szentes
- 2011-2012:  Vasutas
- 2012-2013:  Eger
- 2013-2014:  Dunaújváros
- 2014-2015:  UVSE
- 2015-2016:  UVSE
- 2016-2017:  UVSE
- 2017-2018:  UVSE
- 2018-2019:  UVSE
- 2019-2020:  Dunaújváros
- 2020-2021:  Dunaújváros
- 2021-2022:  Eger
- 2022-2023:  Ferencváros
- 2023-2024:  UVSE
- 2024-2025:  UVSE

## Vittorie per squadra
| Pos. | Squadra      | Vittorie |
| ---- | ------------ | -------- |
| 1    | Dunaújváros  | 8        |
| 2    | UVSE         | 7        |
| 3    | Honvéd       | 3        |
| 4    | Szentes      | 2        |
| 4    | Eger         | 2        |
| 6    | Vasutas      | 1        |
| 6    | Ferencváros  | 1        |
| 6    | Orvosegyetem | 1        |